# 新田圍 (選區)
新田圍（英語：Sun Tin Wai，代號R12）是香港沙田區議會下轄的選區，1985年設立，1994年採用現名，2023年取消，末任區議員為沙田區議會主席兼民主黨成員程張迎。

## 範圍
選區位於大圍東部，包括新田圍邨、愉景花園、新田村、李屋村、沙田頭六區、紅梅谷、金獅花園第一期及隔田村，1994年時以新田圍邨人口較多而命名。與其相連的選區有秦豐、乙泉、水泉澳、翠田、翠嘉，北面以城門河與沙田市中心選區對望，南面則在獅子山連接黃大仙區，投票站設於新田圍社區會堂及五育中學。

## 沿革
1982年區議會選舉沙田全區劃為四個選區，採用雙議席選區制度，計有沙田市中心、小瀝源、田心谷及火炭，合共八席，當時附近一帶只有新田圍邨剛入伙，人口不足以為一個選區，故大圍美林邨以南至新田圍邨一帶劃入田心谷選區，選舉由蔡根培及陳啟庸勝出。
1985年區議會選舉，因應人口大幅增加，雙議席田心谷選區分拆為多個選區，新田圍選區前身車公廟選區正式出現，當時包括新田圍邨、隔田村及建築中的新翠邨一帶，定為雙議席選區，選舉吸引到四人參選，結果由程張迎及吳景成當選。
1988年區議會選舉，程張迎以太平山學會成員身份爭取連任，並帶同會友衞慶祥參選，對上另外兩位候選人，結果程衛二人雙雙勝出，其後二人分工，程服務新田圍邨、沙田頭臨時房屋區，衛則負責隔田村及新翠邨一帶。
1991年區議會選舉，隔田村及新翠邨一帶劃為新翠單議席選區後，車公廟選區則改為單議席選區，程張迎未遇到對手下自動當選。
1993年港督彭定康推行政改方案，區議會全面實行單議席單票制，取消所有委任議席及雙議席選區，並改由選區分界及選舉事務委員會制定區議會選區，選區數目配合人口改變而大幅增加，當中原有車公廟及沙田頭兩個單議席選區重劃成新田圍、秦金、曾大屋、乙明及博康共五個選區，新田圍選區由新田圍邨及鄰近的隔田村所組成，而曾大屋則由沙田頭臨時房屋區、豐盛苑、沙田頭及曾大屋所組成。
1994年區議會選舉，港同盟匯點聯合推薦的程張迎由車公廟選區轉到本區參選，在無對手情況下自動當選連任。選後兩者合併成立民主黨，程亦為創黨成員。
1999年區議會選舉，程張迎對上公民力量馮麗娟，結果程以1,950票對1272票成功連任。
2003年區議會選舉，因應馬鞍山新市鎮人口大增，沙田頭一帶其中一席分配到馬鞍山新市鎮，選區劃界更改，秦金選區被分拆，秦石邨部分與原曾大屋選區合併，並改稱秦豐選區，而金獅花園一期部分則改劃入新田圍選區。程張迎爭取連任，與獨立人士陸浩民對撼，結果程以2,911票大比數擊敗陸的563票當選。
2007年區議會選舉，程張迎以2,258票大比數擊敗取得1,081票的公民力量對手唐學良成功連任。
2011年區議會選舉，程張迎以2,317票數擊敗取得1,309票的工聯會對手張國和成功連任。
2015年區議會選舉，現任議員程張迎和工聯會當屆最年青候選人李樂昕爭奪此議席，最終程以2,455票多於李的1,488票再次成功連任。
2019年區議會選舉，工聯會改派何偉俊挑戰程張迎，結果程氏以4,212票多於2,737票的何氏連任，選後程張迎成為自1985年區議會選舉勝出持續連任的四位區議員之一。2020年1月3日，泛民主派於沙田區議會過半數，程張迎獲推舉為沙田區議會主席。2021年7月，程氏因應政府計劃追討協助民主派初選區議員的酬金津貼傳聞所帶動的區議員辭職潮中，辭去區議員職務。

## 歷屆議員
| 選區名稱 | 屆別                 | 議員   | 政治聯繫 | 政治聯繫   | 議員                              | 政治聯繫                          | 政治聯繫                          |
| -------- | -------------------- | ------ | -------- | ---------- | --------------------------------- | --------------------------------- | --------------------------------- |
| 田心谷   | 1982年－1985年       | 蔡根培 |          | 無黨籍     | 陳啟庸                            |                                   | 無黨籍                            |
| 車公廟   | 1985年－1988年       | 程張迎 | 吳景成   | 無黨籍     |                                   |                                   | 無黨籍                            |
| 車公廟   | 1988年－1991年       | 程張迎 |          | 太平山學會 | 衞慶祥                            |                                   | 太平山學會                        |
| 車公廟   | 1991年－1994年       | 程張迎 |          | 港 港同盟  | 分拆出新翠選區後， 定為單議席選區 | 分拆出新翠選區後， 定為單議席選區 | 分拆出新翠選區後， 定為單議席選區 |
| 新田圍   | 1994年－1999年       | 程張迎 |          | 民主黨     | 分拆出新翠選區後， 定為單議席選區 | 分拆出新翠選區後， 定為單議席選區 | 分拆出新翠選區後， 定為單議席選區 |
| 新田圍   | 2000年－2003年       | 程張迎 |          | 民主黨     | 分拆出新翠選區後， 定為單議席選區 | 分拆出新翠選區後， 定為單議席選區 | 分拆出新翠選區後， 定為單議席選區 |
| 新田圍   | 2004年－2007年       | 程張迎 |          | 民主黨     | 分拆出新翠選區後， 定為單議席選區 | 分拆出新翠選區後， 定為單議席選區 | 分拆出新翠選區後， 定為單議席選區 |
| 新田圍   | 2008年－2011年       | 程張迎 |          | 民主黨     | 分拆出新翠選區後， 定為單議席選區 | 分拆出新翠選區後， 定為單議席選區 | 分拆出新翠選區後， 定為單議席選區 |
| 新田圍   | 2012年－2015年       | 程張迎 |          | 民主黨     | 分拆出新翠選區後， 定為單議席選區 | 分拆出新翠選區後， 定為單議席選區 | 分拆出新翠選區後， 定為單議席選區 |
| 新田圍   | 2016年－2019年       | 程張迎 |          | 民主黨     | 分拆出新翠選區後， 定為單議席選區 | 分拆出新翠選區後， 定為單議席選區 | 分拆出新翠選區後， 定為單議席選區 |
| 新田圍   | 2020年－2021年7月8日 | 程張迎 |          | 民主黨     | 分拆出新翠選區後， 定為單議席選區 | 分拆出新翠選區後， 定為單議席選區 | 分拆出新翠選區後， 定為單議席選區 |
| 新田圍   | 2021年7月9日－2023年 | 懸空   | 懸空     | 懸空       | 分拆出新翠選區後， 定為單議席選區 | 分拆出新翠選區後， 定為單議席選區 | 分拆出新翠選區後， 定為單議席選區 |

## 歷屆選舉結果
| 政党   | 政党   | 候选人    | 票数  | %     | ±     |
| ------ | ------ | --------- | ----- | ----- | ----- |
|        | 工聯會 | ①. 何偉俊 | 2,737 | 39.39 | ▲1.66 |
|        | 民主黨 | ②. 程張迎 | 4,212 | 60.61 | ▼1.66 |
| 多数票 | 多数票 | 多数票    | 1,475 | 21.22 | ▼3.40 |

| 政党   | 政党   | 候选人    | 票数  | %     | ±      |
| ------ | ------ | --------- | ----- | ----- | ------ |
|        | 工聯會 | ①. 李樂昕 | 1,488 | 37.73 | ▲1.63  |
|        | 民主黨 | ②. 程張迎 | 2,455 | 62.27 | ▼1.63  |
| 多数票 | 多数票 | 多数票    | 967   | 24.54 | 不適用 |

| 政党   | 政党   | 候选人    | 票数  | %     | ±      |
| ------ | ------ | --------- | ----- | ----- | ------ |
|        | 工聯會 | ①. 張國和 | 1,309 | 36.10 | 不適用 |
|        | 民主黨 | ②. 程張迎 | 2,317 | 63.90 | ▼3.70  |
| 多数票 | 多数票 | 多数票    | 1008  | 27.80 | 不適用 |

| 政党   | 政党     | 候选人    | 票数  | %     | ±      |
| ------ | -------- | --------- | ----- | ----- | ------ |
|        | 公民力量 | ①. 唐學良 | 1,081 | 32.37 | 不適用 |
|        | 民主黨   | ②. 程張迎 | 2,258 | 67.63 | 不適用 |
| 多数票 | 多数票   | 多数票    | 1,177 | 35.25 | 不適用 |

| 政党   | 政党   | 候选人    | 票数  | %     | ±      |
| ------ | ------ | --------- | ----- | ----- | ------ |
|        | 獨立   | ①. 陸浩民 | 563   | 16.21 | 不適用 |
|        | 民主黨 | ②. 程張迎 | 2,911 | 83.79 | 不適用 |
| 多数票 | 多数票 | 多数票    | 2,348 | 67.59 | 不適用 |

| 政党   | 政党     | 候选人    | 票数  | %     | ±      |
| ------ | -------- | --------- | ----- | ----- | ------ |
|        | 民主黨   | ①. 程張迎 | 1,950 | 60.52 | 不適用 |
|        | 公民力量 | ②. 馮麗娟 | 1,272 | 39.48 | 不適用 |
| 多数票 | 多数票   | 多数票    | 678   | 21.04 | 不適用 |

| 政党   | 政党           | 候选人 | 票数     | %      | ±      |
| ------ | -------------- | ------ | -------- | ------ | ------ |
|        | 港同盟/匯 匯點 | 程張迎 | 自動當選 | 不適用 | 不適用 |
| 多数票 | 多数票         | 多数票 | 不適用   | 不適用 | 不適用 |

| 政党   | 政党   | 候选人 | 票数     | %      | ±      |
| ------ | ------ | ------ | -------- | ------ | ------ |
|        | 港同盟 | 程張迎 | 自動當選 | 不適用 | 不適用 |
| 多数票 | 多数票 | 多数票 | 不適用   | 不適用 | 不適用 |

| 政党   | 政党       | 候选人 | 票数  | %     | ±      |
| ------ | ---------- | ------ | ----- | ----- | ------ |
|        | 太平山學會 | 程張迎 | 2,920 | 34.22 | 不適用 |
|        | 太平山學會 | 衞慶祥 | 1,942 | 22.76 | 不適用 |
|        | 獨立       | 江長   | 1,941 | 22.75 | 不適用 |
|        | 民協       | 李迦密 | 1,730 | 20.27 | 不適用 |
| 多数票 | 多数票     | 多数票 | 1     | 0.01  | 不適用 |

| 政党   | 政党       | 候选人 | 票数  | %     | ±      |
| ------ | ---------- | ------ | ----- | ----- | ------ |
|        | 獨立       | 程張迎 | 2,255 | 34.50 | 不適用 |
|        | 獨立       | 吳景成 | 1,775 | 27.15 | 不適用 |
|        | 獨立       | 陳士彬 | 1,486 | 22.73 | 不適用 |
|        | 公屋評議會 | 江長   | 1,021 | 15.62 | 不適用 |
| 多数票 | 多数票     | 多数票 | 289   | 4.42  | 不適用 |

| 政党   | 政党   | 候选人 | 票数 | %     | ±      |
| ------ | ------ | ------ | ---- | ----- | ------ |
|        | 獨立   | 蔡根培 | 919  | 49.44 | 不適用 |
|        | 獨立   | 陳啟庸 | 600  | 32.28 | 不適用 |
|        | 獨立   | 許森華 | 256  | 13.77 | 不適用 |
|        | 獨立   | 謝洪   | 84   | 4.52  | 不適用 |
| 多数票 | 多数票 | 多数票 | 344  | 18.50 | 不適用 |